# Altmittweida
Altmittweida è un comune di 1 882 abitanti della Sassonia, in Germania.
Appartiene al circondario (Landkreis) della Sassonia centrale (targa FG) ed è parte della comunità amministrativa (Verwaltungsgemeinschaft) di Mittweida.